# Benjamin Joses Odoki
Benjamin Joses Odoki (* 23. März 1943 in Dhaka, Distrikt Busia, in Ost-Uganda) ist ein ugandischer Jurist und Oberster Richter Ugandas.
Er ist verheiratet und hat vier Kinder.

## Leben
Benjamin Joses Odoki besuchte die Grund- und Volksschule am „King’s College“ in Budo. Er studierte Rechtswissenschaften an der Universität Dar-es-Salaam und machte im Jahr 1969 seinen Abschluss mit Auszeichnung. Von 1978 bis 1986 war er Richter am High Court Ugandas und wirkte mit bei der juristischen Aufarbeitung des Terrorregimes von Idi Amin Dada. Zwischen 1986 und 2001 war Odoki Richter am 1986 errichteten Supreme Court. Seit 30. Januar 2001 ist er Oberster Richter des Landes.

## Ehrungen
In Anerkennung seiner Arbeit erhielt er bislang folgende Auszeichnungen:
- “An award of merit for distinguished service to the Nation and Legal profession”
- “The order of merit for distinguished service to the nation”
- “The Uganda independence medal”

| Personendaten    | Personendaten                                   |
| ---------------- | ----------------------------------------------- |
| NAME             | Odoki, Benjamin Joses                           |
| KURZBESCHREIBUNG | ugandischer Jurist und Oberster Richter Ugandas |
| GEBURTSDATUM     | 23. März 1943                                   |
| GEBURTSORT       | Dhaka                                           |